# El gato Félix
El gato Félix, también conocido como Félix el gato, es un personaje animado de la era del cine mudo. Su pelaje negro, ojos blancos, y amplia sonrisa, junto a las situaciones surrealistas en las que sus historias se presentaban, contribuyeron a hacer de Félix uno de los personajes animados más reconocibles del mundo. Félix fue el primer personaje de animación en alcanzar un nivel de popularidad tan grande como para atraer a los espectadores con el solo reclamo de su aparición en una película.
Los orígenes de Félix continúan cuestionados. Pat Sullivan, caricaturista y empresario de cine de origen australiano y el animador estadounidense Otto Messmer han afirmado ser los creadores, y la evidencia parece sostener ambas demandas. Muchos historiadores, incluyendo John Canemaker, afirman que fue Sullivan quien plagió a Messmer. Lo que es seguro es que el gato salió del estudio de Sullivan, y los dibujos animados que incluían al personaje disfrutaron de un enorme éxito en los años 1920. Paramount Pictures distribuyó las primeras películas entre 1919 y 1921. Margaret J. Winkler distribuyó los cortos entre 1922 y 1925, el año en que Educational Pictures asumió el control de la distribución de los cortos. En 1928, Education dejó de sacar los dibujos animados de Félix y muchos fueron reemitidos por First National Pictures. Copley Pictures lo distribuyó desde 1929 hasta 1930. Tuvo una breve resurrección en 1936 por Van Beuren Studios, pero la gloria de los viejos tiempos desapareció durante el breve paso del gato por el color y el sonido. Sullivan hizo la mayoría de la mercadotecnia del personaje en los años 1920.
Félix fue todo un éxito en la cultura popular estadounidense, y también en el extranjero. Tuvo su propia tira cómica (dibujada por Messmer), y su imagen pronto adornó todo tipo de productos. Músicos de Jazz como Paul Whiteman cantaron sobre él, e incluso se convirtió en la primera imagen en ser difundida por cualquier emisora de televisión. Sin embargo, el éxito fue breve. La llegada de dibujos animados parlantes, particularmente Mickey Mouse de Walt Disney, eclipsó la propuesta no sonora de Sullivan y Messmer. Unos cuantos cortos hablados creados por el hermano de Sullivan fallaron en su intento de ganar audiencia.
La televisión puede ser tomada como la salvación del gato. Los dibujos animados de Félix comenzaron a transmitirse por la televisión estadounidense en 1953. Mientras tanto, Joe Oriolo, el nuevo artista tras la tira cómica, gana los derechos para introducir a Félix en una nueva serie, específicamente para televisión. Oriolo agregó nuevos personajes, como Poindexter y Rock Bottom, y creó el bolso mágico que podía convertirse en cualquier figura que Félix necesitara. El hijo de Joe Oriolo, Don Oriolo, continuó como el encargado de Félix, y el gato ha protagonizado diversas series de televisión y una película.en países de habla hispana en la década de 1920, el personaje fue nombrado bajo el nombre de "Gato Periquito"

## Historia

### Creación

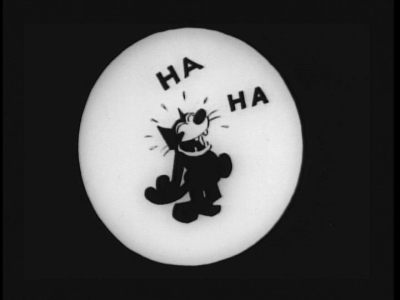
Una escena de la risa de Félix en el cortometraje Felix in Hollywood (1923).

El 9 de noviembre de 1919, Master Tom, un personaje parecido a Félix, debuta en un corto de Paramount Pictures titulado Feline Follies. Producido por el estudio de animación de Pat Sullivan, el corto fue dirigido por el caricaturista y animador Otto Messmer. Fue un éxito, y el estudio de Sullivan rápidamente se puso a trabajar en otro corto protagonizado por Master Tom, The Musical Mews (estrenado el 16 de noviembre de 1919). También probó ser exitoso con la audiencia. El productor de Paramount, John King, sugirió renombrar el personaje como "Félix", por las palabras latinas felis (gato) y felix (suerte). Así aparece ya en la tercera película, The Adventures of Felix (estrenada el 14 de diciembre de 1919).  En 1924, el animador Bill Nolan rediseñó al felino, haciéndolo más redondo y llamativo. La nueva apariencia de Félix, junto a la habilidad de Messmer para la animación, lanzaron al personaje a la fama mundial.

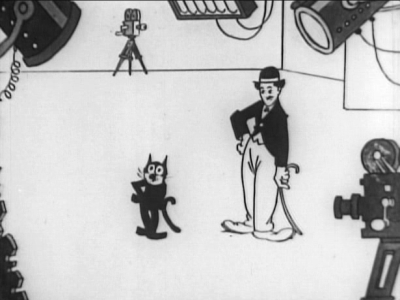
Félix y Charlot comparten pantalla en un memorable momento de Felix in Hollywood (1923).

La pregunta de quién creó exactamente a Félix continúa en disputa. Sullivan indicó en numerosas entrevistas que él creó a Félix e hizo los bosquejos claves para el personaje. En una visita a Australia en 1925, Sullivan le dijo al periódico The Argus que "La idea surgió al observar a un gato que mi esposa llevó al estudio un día". Los dichos de Sullivan son respaldados por su corto animado The Tail of Thomas Kat, estrenado el 18 de marzo de 1917, más de dos años antes de Feline Follies. Un documental australiano de ABC-TV transmitido el 2004 y una exposición en la Biblioteca Estatal de New South Wales el 2005 sugirieron que Thomas Kat fue un prototipo o precursor de Félix. Sin embargo, pocos detalles de Thomas han sobrevivido. Mientras que Félix podía transformar mágicamente su cola en herramientas y otros objetos, Thomas es un gato no-antropomórfico que pierde su cola en una pelea contra un gallo.

Sullivan era el propietario del estudio y — como en el caso de muchos empresarios — se apropió de los derechos de cualquier trabajo creativo de sus empleados. Al igual que muchos otros animadores de ese tiempo, Messmer no fue reconocido. Luego de la muerte de Sullivan en 1933, sus herederos en Australia se adueñaron del personaje. 
No fue hasta muchos años después de la muerte de Sullivan que sus empleados Hal Walker, Al Eugster, y el abogado de Sullivan, Harry Kopp, acreditaron a Messmer por la creación de Félix. Indicaron que Félix estaba basado en un Charlie Chaplin animado que Messmer había creado para el estudio de Sullivan antes. La personalidad del gato y sus movimientos en Feline Follies reflejan las características de Chaplin, y, el familiar pelaje negro también está (Messmer encontró que las formas sólidas eran más fáciles de animar).
Muchos historiadores de animación (la mayoría estadounidenses e ingleses) apoyaron las demandas de Messmer. Algunos son Michael Barrier, Jerry Beck, Colin and Timothy Cowles, Donald Crafton, David Gerstein, Milt Gray, Mark Kausler, Leonard Maltin, y Charles Solomon.
A pesar de quién creó a Félix, Sullivan comercializó implacablemente al gato, mientras que Messmer continuó produciendo caricaturas y comenzó una tira cómica en 1923, distribuida por King Features Syndicate.

### Popularidad
Cuando la distribución por Paramount expiró en 1922, Sullivan comenzó a distribuir sus caricaturas con la ayuda de Margaret J. Winkler. Gracias a Winkler, la popularidad de Félix alcanzó nuevas alturas. Sullivan prometió la creación de un cortometraje de Félix cada dos semanas.
En 1923, el gato estaba en la cima de su carrera cinematográfica. Felix in Hollywood, un corto estrenado ese año, representa la popularidad de Félix, al compartir pantalla con celebridades como Douglas Fairbanks, Cecil B. DeMille, Charlie Chaplin, Ben Turpin y William H. Hays. Su imagen podía ser vista en relojes, adornos de Navidad y otros productos. En 1927 el personaje se convirtió en el primer globo de helio gigante hecho para el Macy's Thanksgiving Day Parade. Según palabras del autor Donald Crafton, "Hacia 1926, [Félix] era probablemente el personaje más popular de la pantalla, vivo o animado, con excepción de Chaplin". Félix fue la figura de varias canciones populares en la época.  Junto con el éxito del felino surgieron nuevos personajes. Estos incluían el amo de Félix, Willie Brown, un antagonista llamado el ratón Skiddoo, los sobrinos de Félix (Inky y Winky) y su novia Kitty Kat.
Gran parte de las primeras caricaturas de Félix reflejaban los pensamientos estadounidenses de la época. Algunos estereotipos étnicos aparecieron en cortos como "Felix Goes Hungry" (1924). Las "flappers" fueron caricaturizadas en "Felix Strikes It Rich" (1924). Félix incluso se vio envuelto en un sindicato en "Felix Revolts" (1923). Referencias al alcoholismo y la ley seca fueron frecuentes en muchos cortos, particularmente "Felix Finds Out" (1924) y "Felix Woos Whoopee" (1930) por nombrar algunos.
Félix fue la primera imagen en ser transmitida por televisión cuando RCA eligió un muñeco hecho de papel maché del gato para un experimento de 1928 vía W2XBS Nueva York en Van Cortlandt Park. El muñeco fue elegido debido a sus contrastes y su habilidad de resistir las intensas luces que se necesitaban. Fue ubicado en una placa giratoria de fonógrafo y fotografiado por aproximadamente dos horas cada día. Después de pagarle a Sullivan, el muñeco continuó en la placa giratoria por cerca de una década mientras RCA mejoraba la definición de la imagen.
El éxito de Félix atrajo un gran número de imitadores. La apariencia y personalidades de otros felinos de los años 1920 como Julius de Alice Comedies (Walt Disney), Waffles de Aesop's Film Fables (Terrytoons), y especialmente la adaptación de Bill Nolan de Krazy Kat en 1925, parecían estar directamente relacionados con Félix. Esta influencia se extendió también fuera de Estados Unidos, sirviendo como inspiración para Suihō Tagawa en la creación de su personaje Norakuro, un perro de pelaje negro.
Las caricaturas de Félix tuvieron un gran éxito entre los críticos también, quienes vieron en los trabajos magníficos ejemplos de surrealismo en la industria del cine. El crítico francés Marcel Brion escribió un ensayo titulado Felix le chat, ou la poésie créatrice, en el cual destacó la personalidad del personaje y la mezcla que existía entre objetos reales e imaginarios en su mundo.

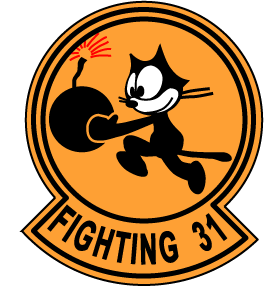
La insignia del escuadrón VF-31 Tomcatters (1948) de la marina de Estados Unidos.

### Historias
Debido a la popularidad del personaje y al hecho que su nombre deriva de la palabra latina "feliz", algunas importantes organizaciones adoptaron a Félix como mascota. El primero fue un vendedor de Chevrolet amigo de Pat Sullivan llamado Winslow B. Felix, que abrió su sala de exposición y venta en 1921. El anuncio de neón de Felix Chevrolet, con sus imágenes gigantes del gato, es una de las marcas más conocidas de Los Ángeles. En 2007, el anuncio fue escogido por la Cultural Heritage Commission de la ciudad como monumento histórico-cultural. Otros que adoptaron a Félix incluyen en 1922 los New York Yankees y el aviador Charles Lindbergh, que llevó un muñeco del personaje en un vuelo histórico a través del océano Atlántico.
Esta popularidad persistió. A finales de los años 1920, el segundo escuadrón de bombarderos de la marina de los Estados Unidos (VB-2B) adoptó una insignia que consistía en un Félix feliz llevando una bomba con la mecha prendida. Retuvieron la insignia a lo largo de los años 1930 cuando se convirtieron en un escuadrón de combate designado bajo el código VF-6B y, luego, VF-3. En 1948, el escuadrón fue designado como VF-31, conservando el logo hasta el día de hoy.

### Del cine mudo al sonoro

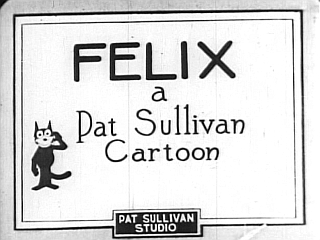
Una antigua presentación de Félix (1922).

Con el estreno de The Jazz Singer en 1927, Educational Pictures, que distribuía los cortometrajes de Félix en ese tiempo, le propuso a Pat Sullivan hacer caricaturas "sonoras", pero Sullivan rechazó la propuesta. Las discusiones siguieron hasta la separación de Educational y Sullivan. Solo cuando Steamboat Willie de Walt Disney hizo historia como la primera caricatura hablada con una banda sonora sincronizada, Sullivan vio las posibilidades del sonido. Se preocupó de obtener un contrato seguro con First National Pictures en 1928. De todas maneras, por razones desconocidas, esto no duró, y Sullivan buscó a Jacques Kopfstein y Copley Pictures para distribuir sus nuevas caricaturas sonoras de Félix. El 16 de octubre de 1929, un anuncio salió en Film Daily donde Félix decía, al estilo de Al Jolson, "¡Todavía no han escuchado nada!" ("You ain't heard nothin' yet!").

Desafortunadamente, nada bueno se oyó en la transición de Félix al sonido. Los resultados fueron desastrosos. Ahora más que nunca parecía que el ratón de Disney acaparaba la audiencia de la estrella muda de Sullivan. Ni siquiera otros trabajos como "Felix Woos Whoopee" o "April Maze" (ambos de 1930) pudieron atraer a la antigua audiencia. Kopfstein finalmente canceló el contrato de Sullivan. Posteriormente, anunció los planes de comenzar un nuevo estudio en California, pero la idea nunca se materializó. Las cosas fueron de mal en peor cuando la esposa de Sullivan, Marjorie, murió en marzo de 1932. Después de esto, Sullivan se deshizo. Cayó en una depresión alcohólica, su salud empeoró, y su memoria comenzó a fallar. Ni siquiera podía entregarle cheques a Messmer ya que su firma se vio reducida a un simple garabato. Murió en 1933, dejando su estudio abandonado.

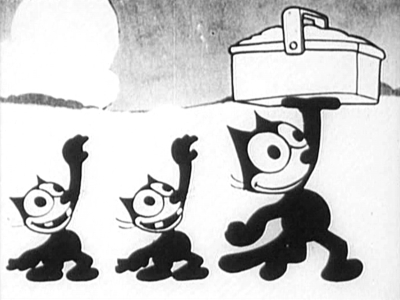
Félix junto a Inky y Winky en el cortometraje April Maze (1930).

En 1935, Amadee J. Van Beuren de Van Beuren Studios contactó a Messmer para preguntarle si quería devolver a Félix a la pantalla. Van Beuren incluso le propuso un completo personal y todas las utilidades necesarias. Pero Messmer rechazó su oferta y recomendó a Burt Gillett, un antiguo empleado de Sullivan que trabajaba en el estudio de Van Beuren. De esta manera, en 1936, Van Beuren obtuvo la aprobación del hermano de Sullivan para utilizar a Félix con la intención de crear nuevos cortos sonoros y a color. Con Gillett al mando, y una gran influencia de los trabajos de Disney, la personalidad de Félix cambió a una más graciosa que era popular en esos tiempos. Los nuevos cortos no tuvieron éxito, y luego de tres capítulos Van Beuren discontinuó la serie.

### El regreso
En 1953, Official Films compró los cortometrajes de Sullivan y Messmer, les añadió una banda sonora, y los distribuyó a través de la televisión. Messmer continuó haciendo las tiras cómicas de Félix hasta que se discontinuaron en 1943, cuando cumplió once años de escribir y dibujar los cómics para Dell Comics. En 1954, Messmer se retiró de hacer las tiras para los periódicos, y su asistente Joe Oriolo se hizo cargo. Oriolo hizo un trato con el nuevo dueño de Félix, el sobrino de Pat Sullivan, para comenzar una nueva serie de caricaturas en la televisión. Oriolo continuó con 260 capítulos de Félix para televisión distribuidos por Trans-Lux comenzando en 1958. Al igual que el estudio Van Beuren, Oriolo le dio a Félix una apariencia más domesticada y pedestre, inclinado más a los niños, e introduciendo nuevos elementos como el bolso mágico, un bolso amarillo que podía tomar la forma que Félix quisiera. El programa se hizo conocido también por su tema central escrito por Winston Sharples:
Félix el gato,
El único, único gato,
Cuando un problema tiene,
Va por su bolsa mágica!
El programa no incluyó los antiguos compañeros del gato e introdujo otros nuevos. Estos incluían al siniestro Profesor; su inteligente sobrino Poindexter (con un IQ de 222); el asistente del Profesor, Rock Bottom; el malvado robot llamado Cilinder; y un pequeño y amigable esquimal llamado Vavoom. Estos personajes fueron interpretados por el actor de voz Jack Mercer.
La trama de Oriolo gira alrededor de los inútiles intentos de los antagonistas por robar el bolso mágico de Félix, aunque estos villanos eran a veces mostrados como amigos del gato. El programa tuvo un gran éxito, pero los críticos afirman que no puede ser comparado con los primeros trabajos de Messmer y Sullivan, especialmente después que Oriolo tuviera como objetivo solo a los niños. Félix también contó con un cameo en la película de 1988 ¿Quién engañó a Roger Rabbit?. Aunque no pudo aparecer físicamente al final de la misma, debido a que no se conseguieron los derechos totales del personaje, apareció en la entrada del túnel que lleva a Toontown como máscaras teatrales de comedia y tragedia.
Hoy en día, el hijo de Oriolo, Don continúa promocionando al gato. En 1988, Félix protagonizó su primera y única película, Felix the Cat: The Movie, en la cual él, el Profesor y Poindexter visitan una realidad alternativa. Entre 1995 y 1997, Félix apareció en televisión nuevamente, en una serie llamada The Twisted Tales of Felix the Cat. Baby Felix fue una serie anime presentada en el 2000 para el público japonés y el video Felix the Cat Saves Christmas. Oriolo creó una completa gama de mercadotecnia, desde tazones hasta un videojuego para Nintendo Entertainment System.
Desde la publicación de Felix: The Twisted Tale of the World's Most Famous Cat por John Canemaker en 1991, ha renacido el interés por los cortometrajes antiguos de Sullivan y Messmer. En los años recientes, los cortos se han compilado en VHS y DVD, los más famosos son Presenting Felix the Cat de Bosko Video, Felix! de Lumivision, Felix the Cat: The Collector's Edition de Delta Entertainment, Before Mickey de Inkwell Images Ink, y el reciente Felix the Cat and 1920's Rarities de Thunderbean Animation. Las compilaciones de los cómics de Messmer también han tenido gran éxito como Nine Lives to Live: A Classic Felix Celebration por David Gerstein y el reciente The Comic Adventures of Felix the Cat de Determined Productions.

### Algunos cortometrajes
- Felix in Hollywood.
- Felix Dopes It Out.
- Woos Whoopee.
- Felix in Fairyland.
- Felix Finds Out.
- Neptune Nonsense (sonido y color).

- Datos: Q692603
- Multimedia: Felix the Cat / Q692603